# Collessicoris
Collessicoris is een geslacht van wantsen uit de familie van de Miridae (Blindwantsen). Het geslacht werd voor het eerst wetenschappelijk beschreven door Carvalho & Gross in 1982.

## Soorten
Het genus bevat de volgende soort:

- Collessicoris bellissimus Carvalho & Gross, 1982